# TNF 억제제
TNF 억제제(TNF inhibitor)는 염증 반응을 유발하는 물질 중 하나인 종양괴사인자(TNF)의 생리적 반응을 억제하는 약물이다. TNF는 류마티스성 관절염, 강직성 척추염, 염증성 장 질환, 건선, 화농성 한선염, 난치성 천식 등의 자가면역질환이나 염증 매개 질환의 발생에 관여하며, 따라서 TNF 억제제를 이런 병들의 치료에 이용해볼 수 있다. TNF의 중요한 부작용에는 지방종, 감염 (특히 잠복 결핵의 재활성화), 울혈성 심부전, 탈수초질환, 루푸스 유사 증후군, 자가항체의 유도, 주사부위반응, 그 외 기타 전신적인 부작용 등이 있다.
국제적으로 TNF 억제제 시장의 규모는 2008년 135억 달러, 2009년 220억 달러에 이르렀다.

## 예시
인플릭시맙, 아달리무맙, 세르톨리주맙 페골, 고리무맙 등의 단클론 항체나, 에타너셉트와 같은 순환 수용체 융합단백질을 이용하여 TNF의 효과를 억제시킬 수 있다.
탈리도마이드와 그 유도체인 레날리도마이드와 포말리도마이드도 TNF에 대한 활성을 보인다.
가장 임상적으로 유용한 TNF 억제제는 단클론 항체긴 하지만, 잔틴 유도체 (예: 펜톡시필린)나 부프로피온과 같은 비교적 단순한 분자들도 일부가 임상적으로 유용하게 쓰이기도 한다.
(R)-DOI, TCB-2, LSD, LA-SS-Az 등의 여러 5-HT2A 작용제인 환각제는 의도치 않게 TNF의 강력한 억제제로 작용하는 것이 알려져 있다. 이 중에서도 DOI가 가장 활성이 커 피코몰 범위에서도 TNF 억제 효과를 내며, 이는 환각제로서의 활성보다 더 강력한 수준이다.